# Liste der Baudenkmäler im Wuppertaler Wohnquartier Tesche
Die Liste der Baudenkmäler im Wuppertaler Wohnquartier Tesche enthält die denkmalgeschützten Bauwerke auf dem Gebiet von Wuppertal-Tesche in Nordrhein-Westfalen (Stand: November 2011). Diese Baudenkmäler sind in der Denkmalliste der Stadt Wuppertal eingetragen; Grundlage für die Aufnahme ist das Denkmalschutzgesetz Nordrhein-Westfalen (DSchG NRW).

## Auszug aus der Denkmalliste

### Eingetragene Baudenkmäler
| Bild           | Bezeichnung                      | Lage                       | Beschreibung                                                                                  | Bauzeit       | Eingetragen seit   | Denkmal- nummer |
| -------------- | -------------------------------- | -------------------------- | --------------------------------------------------------------------------------------------- | ------------- | ------------------ | --------------- |
| weitere Bilder | Tunnel                           | Tesche Tunnel Tesche Karte | Tesch-Tunnel, Bestandteil der Rheinischen Bahnstrecke                                         | 1877 bis 1879 | 10. September 1992 | 2420 Wikidata   |
| weitere Bilder | Bahnhofsgebäude (Eilgutschuppen) | Tesche Bahnstraße 14 Karte | Eilgutschuppen, Bahnhof Vohwinkel, eine D-Nummer mit Bahnstraße 16                            | 1902 bis 1908 | 3. Juli 1980       | 800             |
| weitere Bilder | Bahnhofsgebäude                  | Tesche Bahnstraße 16 Karte | Empfangsgebäude Bahnhof Vohwinkel, eine D-Nummer mit Bahnstraße 14                            | 1902 bis 1908 | 3. Juli 1986       | 800 Wikidata    |
| weitere Bilder | Wohnhaus                         | Tesche Bahnstraße 18 Karte | Dienstwohnhaus zum Bahnpostgebäude Bahnhof Vohwinkel, eine bauliche Einheit mit Bahnstraße 20 | 1902 bis 1908 | 18. Februar 1991   | 1869            |
| weitere Bilder | Bahnhofsgebäude                  | Tesche Bahnstraße 20 Karte | Bahnpostgebäude Bahnhof Post Vohwinkel, eine bauliche Einheit mit Bahnstraße 18               | 1902 bis 1908 | 18. Februar 1991   | 1869            |